# Andrzej Kasprzyk
Andrzej Kasprzyk, pseud. LAL (ur. 20 marca 1976 w Krakowie) – polski producent muzyczny, kompozytor i muzyk.

## Życiorys
W latach 2002–2005, jako szef produkcji, związany z Jazz Radiem, odpowiedzialny za kreację szaty dźwiękowej stacji. Od 2005 roku, jako niezależny kompozytor, producent i muzyk, współpracuje między innymi z: National Geographic (oprawa dźwiękowa Wielkiego Konkursu Fotograficznego oraz gali wręczenia statuetek Traveler), firmą CD Projekt (produkcja ścieżki dźwiękowej do gry komputerowej Wiedźmin), Polskim Radiem BIS (kreacja szaty dźwiękowej stacji), Mistrzowską Szkołą Reżyserii Filmowej Andrzeja Wajdy, TVP (kreacja muzyczna i usługi eksperckie) oraz z wieloma zespołami muzycznymi od rocka i metalu, przez reggae, jazz, po eksperymentalną elektronikę.
W 2010 roku, wyprodukował album Kryzys komunizmu – legendy polskiej muzyki niezależnej, zespołu Kryzys, której oprawę graficzną stworzył Wilhelm Sasnal.
Współtwórca multimedialnego kolektywu kreatywnego RoToCo., odpowiedzialnego za realizacje reklamowe, w tym również ogólnopolskich i ogólnoeuropejskich reklamowych kampanii społecznych.
Jako artysta – gitarzysta Kryzysu, współtwórca duetu 2ndHand Beatnix, autor projektów Hati vs LAL, Rara Avis, Snow Crash Trio oraz licznych kolaboracji muzycznych (instalacje dźwiękowe, oprawa muzyczna poezji i prozy, muzyka filmowa, sety DJ-skie).

## Dyskografia
- Kerd: Kerd (Babol-art Rec. 2006) – produkcja
- Różni artyści: Blues... is number one (Gusstaff Rec. 2006) – kompozytor, wykonawca
- Różni artyści: Wiedźmin – Muzyka inspirowana grą (CD Projekt 2006) – producent, kompozytor, wykonawca
- Hati vs LAL: The Journey Like Never Before... (Requiem Rec. 2008) – producent, kompozytor, wykonawca
- Kryzys: Kryzys komunizmu (Songood House 2010) – producent, wykonawca
- Snow Crash Trio (WEFREC 2014) – producent, kompozytor, wykonawca